# 日吉神社 (神戸町)

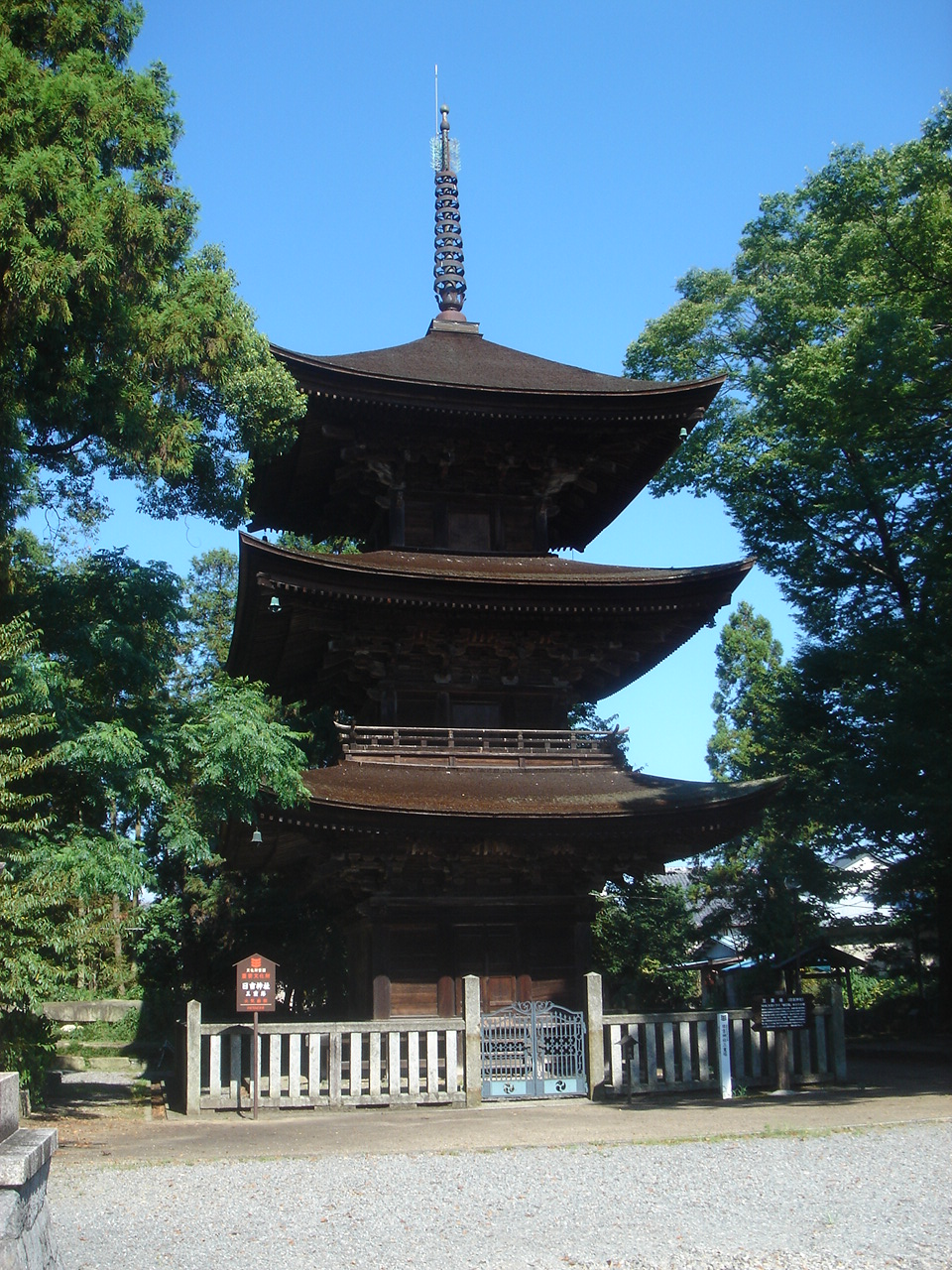
三重塔

日吉神社（ひよしじんじゃ）は、岐阜県安八郡神戸町にある神社。旧社格は県社。金幣社。

## 由緒
817年（弘仁8年）に最澄によって創建されたという。
平野荘の領主であった延暦寺は他の荘園と同じように、大津坂本の日吉大社をこの地に勧請し、荘の鎮守社とした。別当寺として安八太夫安次が善学院と勧学院を置いた。
明治以降は神仏分離がすすめられた。

## 文化財

### 重要文化財
- 三重塔[1]：室町時代後期（1467年 - 1572年）の建立。三間三重塔婆、檜皮葺。大正3年（1914年）4月17日指定。
- 木造地蔵菩薩坐像：おもかる地蔵[2]
- 木造十一面観音坐像：2躯[2]
- 石造狛犬：1対[2]

### 岐阜県指定重要文化財
- 本殿附棟札[3][4]

### 岐阜県指定重要有形民俗文化財
- 神輿及び百八燈明台[5]

### 岐阜県指定重要無形民俗文化財
- 神戸山王まつり[6]

### 神戸町指定文化財
- 日吉大宮神像

- 日吉聖真子権現神像
- 日吉二宮神像
- 日吉八王子神像
- 日吉三宮神像
- 法宿菩薩像
- 白鳥神社本地聖観音菩薩像
- 大日如来像
- 神鏡　二面
- 三面鏡　一組
- 獅子頭　一面
- 神剣　一振
- 当麻曼荼羅　一幅
- 阿弥陀如来図　一幅
- 涅槃図　一幅
- 木鉾　十本
- 蛇頭　一面
- 日吉神社八坊址
- 本地堂址

## 交通
- 養老鉄道養老線（揖斐線）広神戸駅から徒歩で約5分。